# Régiment du service militaire adapté de la Guyane
 (septembre 2024).
La mise en forme du texte ne suit pas les recommandations de Wikipédia : il faut le « wikifier ».
Les points d'amélioration suivants sont les cas les plus fréquents. Le détail des points à revoir est peut-être précisé sur la page de discussion.
- Les titres sont pré-formatés par le logiciel. Ils ne sont ni en capitales, ni en gras.
- Le texte ne doit pas être écrit en capitales (les noms de famille non plus), ni en gras, ni en italique, ni en « petit »…
- Le gras n'est utilisé que pour surligner le titre de l'article dans l'introduction, une seule fois.
- L'italique est rarement utilisé : mots en langue étrangère, titres d'œuvres, noms de bateaux, etc.
- Les citations ne sont pas en italique mais en corps de texte normal. Elles sont entourées par des guillemets français : « et ».
- Les listes à puces sont à éviter, des paragraphes rédigés étant largement préférés. Les tableaux sont à réserver à la présentation de données structurées (résultats, etc.).
- Les appels de note de bas de page (petits chiffres en exposant, introduits par l'outil «  Source ») sont à placer entre la fin de phrase et le point final[comme ça].
- Les liens internes (vers d'autres articles de Wikipédia) sont à choisir avec parcimonie. Créez des liens vers des articles approfondissant le sujet. Les termes génériques sans rapport avec le sujet sont à éviter, ainsi que les répétitions de liens vers un même terme.
- Les liens externes sont à placer uniquement dans une section « Liens externes », à la fin de l'article. Ces liens sont à choisir avec parcimonie suivant les règles définies. Si un lien sert de source à l'article, son insertion dans le texte est à faire par les notes de bas de page.
- La présentation des références doit suivre les conventions bibliographiques. Il est recommandé d'utiliser les modèles {{Ouvrage}}, {{Chapitre}}, {{Article}}, {{Lien web}} et/ou {{Bibliographie}}. Le mode d'édition visuel peut mettre en forme automatiquement les références.
- Insérer une infobox (cadre d'informations à droite) n'est pas obligatoire pour parachever la mise en page.

Pour une aide détaillée, merci de consulter Aide:Wikification.
Si vous pensez que ces points ont été résolus, vous pouvez retirer ce bandeau et améliorer la mise en forme d'un autre article.
Le Général Némo crée la première unité de Service Militaire Adapté (SMA), le Régiment mixte des Antilles/Guyane en 1961. 
Un Groupement de Formation Professionnelle (GFP) s'installe alors à Saint-Jean-du-Maroni. Il devient, à partir du 1er juillet 1982, le GSMA. Une compagnie de travaux s'établit à Cayenne, prenant tour à tour les noms de 3e bataillon du Service Militaire Adapté (1964), Régiment du Service Militaire Adapté de la Guyane (1976) et, enfin, 3e RSMA en 1987.

## Histoire
Le 15 juillet 2008, le 3e RSMA et le GSMA fusionnent pour donner naissance au RSMA de la Guyane. Avec une répartition sur deux emprises, la portion centrale à Saint-Jean-du-Maroni et un détachement à Cayenne, confirmée en 2010, le RSMA conserve une présence sur les deux principaux bassins d’emploi du département.
Lors du 14 juillet 2017, le général Luc du Perron de Revel a remis officiellement le nouveau drapeau du RSMA de la Guyane. Depuis 2008, nombreux ont été les jeunes volontaires stagiaires à être présentés à son drapeau chargé d'histoire et de traditions qui était celui du 28e Régiment InterArmes d'outre-mer. Ce nouveau drapeau ancre et marque dans ses plis son attachement à ce territoire français qu'est la Guyane. « Sous son drapeau, il ne s’inscrira jamais de noms de victoires militaires, mais il est d’autres victoires, celles que l’on gagne contre la misère et le sous-développement » disait le général Némo lors de la création du SMA en 1961. C'est un combat, de tous les jours, qu'a engagé le RSMA-Gy pour la jeunesse guyanaise en permettant aux stagiaires d'acquérir des compétences sociales et professionnelles indispensables pour retrouver une place dans la société et sur le marché du travail.

## Mission
En Guyane, dans un contexte économique difficile, où l’on observe depuis quelques années une hausse de la précarité, le chômage n’épargne pas les jeunes : 45 % chez les moins de 25 ans. Comme en métropole, les faiblement diplômés ou non diplômés sont particulièrement touchés.
La mission du RSMA-Gy s’articule autour de deux axes. Le premier : former et insérer de jeunes guyanais en difficulté voire en échec scolaire. Le second : permettre à de jeunes diplômés de se confronter à une première expérience professionnelle et d'acquérir ainsi de nouvelles compétences au contact des cadres du régiment.
Outre l'aspect professionnalisant, la pédagogie militaire vise à transmettre un ensemble de valeurs, telles que cohésion, courage, rigueur, respect ou encore goût de l'effort et du travail bien fait. Le volontaire, dans un contexte fort de socialisation et d'appartenance, apprend ou réapprend un ensemble de savoirs-êtres tout aussi indispensables à son insertion tant sociale que sur le marché de l'emploi.
Le RSMA de Guyane est installé à Saint-Jean-du Maroni, sur le camp où était implanté le bagne de la relégation (voir aussi biographie à Jean-Lucien Sanchez). Désaffecté en 1943, ses vestiges ont été sauvegardés pour la conservation du patrimoine dans laquelle l'Association locale Meki Wi Libi Na Wan (Vivons ensemble) est largement impliquée.

## Devise
« La réussite par l'effort et le travail »

## Métiers
Le RSMA de la Guyane forme à plus de 20 métiers, dans différents secteurs :
Bâtiment
- Maçon
- Carreleur
- Électricien d'équipement
- Installateur sanitaire plombier
- Menuisier du bâtiment 6 mois
- Menuisier du bâtiment 10 mois
- Agent d'entretien du bâtiment 6 mois
- Agent d'entretien du bâtiment 10 mois

Secteur secondaire/tertiaire
- Remise à niveau et employabilité - secteur secondaire
- Remise à niveau et employabilité - secteur tertiaire

Travaux Publics
- Conducteur d'engins de travaux publics

Métiers de la terre
- Horticulteur
- Agent d'entretien des espaces verts

Mécanique
- Agent d'entretien automobile
- Mécanicien petits engins

Petite Enfance
- Petite enfance

Logistique
- Conducteur transport routier
- Agent magasinier et technicien de vente

Sécurité
- Agent de prévention et de sécurité

Restauration
- Agent polyvalent de restauration

## Fonctionnement
Le Quartier Nemo, à Saint-Jean-du-Maroni, accueille l’état-major du RSMA de la Guyane ainsi que la Compagnie de Formation Professionnelle de Logistique et d’Instruction (CFPLI) et la 1re compagnie de formation professionnelle (1re CFP). Les installations du quartier permettent de former les stagiaires aux métiers du secteur secondaire comme certains métiers du bâtiment ou des espaces verts. La formation militaire initiale (FMI) se déroule également à Saint-Jean-du-Maroni.
Le quartier Félix Eboué accueille le détachement de Cayenne, constitué par la 2e compagnie de formation professionnelle. L'enseignement est axé sur le secteur tertiaire : formation d'agent magasinier, agent de prévention et sécurité, conducteur transport routier...
Centre de formation professionnelle, le RSMA de la Guyane n'en est pas moins une unité militaire. Il participe aux plans d'urgence de défense en cas de catastrophes naturelles, comme en 2017, à la suite des ouragans Irma et Maria aux Antilles, sur demande de concours du préfet, placé alors sous les ordres du Commandant Supérieur des forces armées en Guyane (COMSUP).

## Chefs de corps successifs

### RSMA de la Guyane
- Col François : 12 juillet 2023 à aujourd'hui
- Col Guy : 17 juillet 2021 au 11 juillet 2023
- Col Lesueur : 19 juillet 2018 à juillet 2021
- Col Fontaine : juillet 2016 à juillet 2018
- Col Madelin : juillet 2014 à juillet 2016
- Col Decrock : juillet 2012 à juillet 2014
- Col Pichon : juillet 2010 à juillet 2012

### 3eRSMA
- Col Studzinski : 21 juillet 2006 au 15 juillet 2008
- Col Cabon : 21 juillet 2004 au 20 juillet 2006
- Col Gonzales : 29 juillet 2002 au 20 juillet 2004
- Col Morinère : 28 juillet 2000 au 28 juillet 2002
- Col Simon : 28 juillet 1998 au 27 juillet 2000
- LCL Nabias : 29 juillet 1996 au 27 juillet 1998
- Col Scellos : 25 juillet 1994 au 28 juillet 1996
- Col Vergnas : 23 juillet 1992 au 24 juillet 1994
- Col Godfroy : 23 juillet 1990 au 22 juillet 1992
- LCL Decouard : 18 octobre 1988 au 22 juillet 1990
- Col Vial : 29 juillet 1987 au 17 octobre 1988

### GSMA
- Col Roy : 1er juillet 1982 au 30 juin 1984
- LCL Été : 1er juillet 1980 au 30 juin 1982

### 3eBataillon du SMA
- LCL Sorba : 19 juillet 1975 au 30 juin 1976
- LCL Vergos : 17 juillet 1973 au 18 juillet 1975
- LCL Coupez : 25 juin 1971 au 16 juillet 1973
- LCL Denis : 12 juillet 1969 au 24 juin 1971
- LCL Lacaze : 11 juillet 1967 au 11 juillet 1969
- CBA Leduc : 1er décembre 1964 au 10 juillet 1967
- CES Chaffois (PI) : 7 septembre 1964 au 30 novembre 1964
- CBA Baumann : 1er juillet 1964 au 6 septembre 1964